# Gerd Achgelis
Gerd Achgelis, né le 16 juillet 1908 à Golzwarden (Grand-duché d'Oldenbourg) et mort le 18 mai 1991 à Hude (Oldenbourg), est un pilote de voltige aérienne allemand.

## Biographie
En 1928, il commence ses premiers vols de voltige. En 1930 Achgelis effectue un vol sur le dos d'1 heure au-dessus de Londres. Il remporte les championnats d'Allemagne en 1931. Il devient chef pilote d'essai chez Focke-Wulf en 1933. Il remporte en 1934-1936 les championnats du monde de voltige aérienne.
En 1937, il crée avec Henrich Focke la société Focke-Achgelis et commence la fabrication d'hélicoptères à Hoykenkamp (en) et assure la mise en vol des premiers prototypes d'hélicoptères.